# Panamerikanska spelen 1955
Panamerikanska spelen 1955 invigdes den 12 mars 1955 på universitetsstadion (nu olympiastadion) i Mexiko City, Mexiko, framför ögonen på omkring 100 000 åskådare.
Totalt deltog 2 583 aktiva från 22 länder . Länderna paraderade in på stadion i alfabetisk ordning, efter ländernas namn på spanska: Argentina, Bahamas, Brasilien, Kanada, Colombia, Costa Rica, Kuba, Chile, Curaçao, El Salvador, USA, Guatemala, Haiti, Jamaica, Panama, Paraguay, Puerto Rico, Dominikanska republiken, Trinidad och Tobago, Uruguay, Venezuela och Mexiko. Den varma solen, liksom den höga höjden, fick två medlemmar av det amerikanska laget att kollapsa. Båda återhämtade sig dock snabbt.

## Medaljtabell
Värdland i starkt
| Pl. | Nation                  | Guld | Silver | Brons | Totalt |
| --- | ----------------------- | ---- | ------ | ----- | ------ |
| 1   | USA                     | 81   | 58     | 38    | 177    |
| 2   | Argentina               | 27   | 31     | 15    | 73     |
| 3   | Mexiko                  | 17   | 11     | 30    | 58     |
| 4   | Chile                   | 4    | 7      | 13    | 24     |
| 5   | Kanada                  | 4    | 4      | 3     | 11     |
| 6   | Venezuela               | 2    | 5      | 11    | 18     |
| 7   | Brasilien               | 2    | 3      | 12    | 17     |
| 8   | Colombia                | 2    | 3      | 1     | 6      |
| 9   | Kuba                    | 1    | 6      | 6     | 13     |
| 10  | Panama                  | 1    | 1      | 0     | 2      |
| 11  | Dominikanska republiken | 1    | 0      | 1     | 2      |
| 11  | Guatemala               | 1    | 0      | 1     | 2      |
| 13  | Uruguay                 | 0    | 6      | 3     | 9      |
| 14  | Puerto Rico             | 0    | 2      | 2     | 4      |
| 15  | Jamaica                 | 0    | 2      | 1     | 3      |
| 16  | Curaçao                 | 0    | 1      | 3     | 4      |
| 17  | Trinidad och Tobago     | 0    | 1      | 1     | 2      |

## Sporter
- Friidrott
- Basket
- Boxning
- Cykling
- Simhopp
- Fotboll
- Konstsim
- Volleyboll